# Cryptographis equicincta
Cryptographis equicincta là một loài bướm đêm trong họ Crambidae.